# Locus Solus
Locus Solus es la segunda novela del escritor francés Raymond Roussel publicada a principios de 1914 por el editor parisino Alphonse Lemerre. El texto había sido ya publicado previamente como novela por entregas en la revista literaria Gaulois du Dimanche.

## Argumento
A principios de abril, el científico e inventor Martial Canterel, soltero de 44 años, guía a un grupo de colegas a través de su propiedad Locus Solus en el suburbio parisino de Montmorency. El recorrido por el parque comienza un jueves frente a la villa de Canterel. En siete capítulos, el erudito presenta a los visitantes, incluido el narrador anónimo en primera persona que es amigo del anfitrión, sus creaciones y atracciones. Canterel, que tiene la vida asegurada económicamente, se dedica a realizar investigaciones durante todo el año en su finca únicamente con el objetivo de obtener conocimientos científicos. Después de recorrer mentalmente este espacio “...nos encontramos en un mundo plano y discontinuo en el que cada cosa sólo se refiere a sí misma”, resume el escritor Alain Robbe-Grillet.

## Análisis
El título de esta novela proviene del juego de palabras con los sustantivos latinos locus (lugar) y solus (solo, único). El “lugar único” entendido aquí es el de la palabra (loquere), es decir, del solipsismo que emana de cada creación expuesta en el jardín y explicada Martial (en alusión al poeta latino) Canterel (el cantor, el maestro de capilla, el narrador, etc.).
Locus Solus es también el nombre de un lugar que existe y que parece haber inspirado a Roussel: en 1989, se encontró un baúl en un almacén que contenía los archivos del autor, entre ellos una fotografía de una puerta con una placa que decía “Locus Solus”; Jean-Michel Othoniel realizó una investigación demostrando que la villa todavía existe en Montmorency.
El motivo literario de un lugar habitado por un científico y poblado de extrañas criaturas e inventos ya está presente en La isla del doctor Moreau de H.G. Wells. La novela también fue influida por el mundo fantástico de Julio Verne, a quien Roussel había conocido en 1899 en Amiens.